# Le Plantis
Le Plantis település Franciaországban, Orne megyében. Lakosainak száma 126 fő (2022. január 1.). Le Plantis Tellières-le-Plessis, Sainte-Scolasse-sur-Sarthe, Courtomer, Saint-Agnan-sur-Sarthe és Saint-Aubin-de-Courteraie községekkel határos.

## Népesség
A település népességének változása:
| Lakosok száma | 152  | 156  | 153  | 147  | 142  | 137  | 132  | 128  | 126  |
|               | 2013 | 2015 | 2016 | 2017 | 2018 | 2019 | 2020 | 2021 | 2022 |